# Xenylla granulosa
Xenylla granulosa är en urinsektsart som beskrevs av da Gama 1966. Xenylla granulosa ingår i släktet Xenylla och familjen Hypogastruridae. Inga underarter finns listade i Catalogue of Life.